# ادوین ساترلند

ادوین ساترلند، که بیشتر برای توضیح مفهوم «جرم یقه سفید» شناخته شده‌است

ادوین ساترلند هاردین، (به انگلیسی: Edwin Hardin Sutherland)، (گیبن، نبراسکا ۱۳ اوت ۱۸۸۳ تا ۱۱ اکتبر ۱۹۵۰ بلومینگتون، ایندیانا)، یک جامعه‌شناس آمریکایی بود. او به عنوان یکی از با نفوذترین جرم‌شناسان سدهٔ بیستم محسوب می‌شود. او به عنوان یک جامعه‌شناس از مکتب کنش متقابل نمادین است که بیشتر برای تعریف جرم یقه سفید و پیوند افتراقی یا تداعی افتراقی (نظریه همنشینی افتراقی ادوین ساترلند[1]، مشهورترین نظریه از مجموعه نظریه‌های جامعه‌پذیری یا یادگیری در مباحث کج‌رفتاری اجتماعی است. نکته اصلی نظریه ساترلند این است که افراد به این علت کج‌رفتار می‌شوند که تعداد تماس‌های انحرافی آنان، بیش از تماس‌های غیر انحرافی‌شان است. این تفاوت تعامل افراد با ایده‌های کج‌رفتارانه نسبت به ایده‌های همنوایانه، علت اصلی کج‌رفتاری آنها است. به اعتقاد وی، کج‌رفتاری یادگرفتنی است و نه ارثی و نه محصول بهره هوشی پایین یا آسیب مغزی. بخش اصلی یادگیری کج‌رفتاری در حلقه‌های درون گروه‌های صمیمی و تحت تأثیر رسانه‌ها روی می‌دهد. ساترلند در سطح تعامل اجتماعی مدعی شد که افراد به همان شیوهای که یاد می‌گیرند از قوانین تبعیت کنند، به همان شیوه هم یاد می‌گیرند که کج‌رفتار بشوند)، که یک نظریهٔ عمومی در مورد جرم و بزهکاری است شناخته شده‌است. ساترلند دکترای خود را در جامعه‌شناسی از دانشگاه شیکاگو در سال ۱۹۱۳ به دست آورد.

## شهرت و شناسایی
اهمیت تاریخی ساترلند استوار بر تعریفی‌است که او در ۲۷ دسامبر سال ۱۹۳۹ ضمن سخنرانی خود خطاب به «انجمن جامعه‌شناسی آمریکا»، تحت عنوان «گناه‌کار یقه سفید» با مفهومی که امروز «جرم یقه سفید» دارد ارائه داد؛ تعریفی که برهم زنندهٔ مفهومی بود که بر اساس باورهای موجود؛ که اشراف نمی‌توانند کاری اشتباه انجام دهند بود و آن را نقض می‌کرد؛ اصلی که (در قانون باستان می‌گوید: یک پادشاه نمی‌تواند اشتباه کند) بیان شده‌است.